# Club Leo

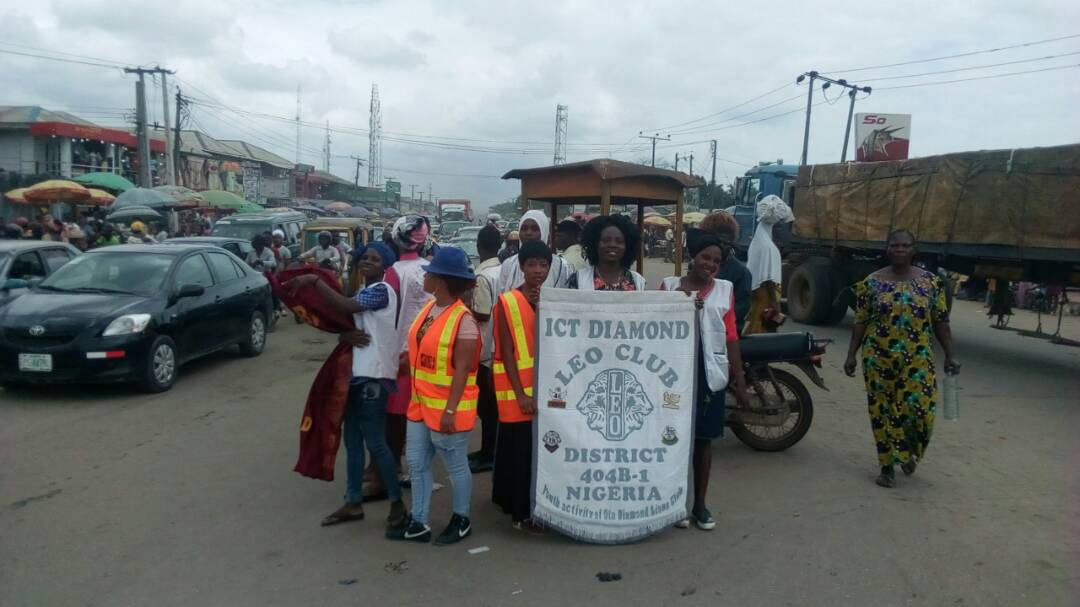
Integrantes del Club Leo en un acto en Nigeria.

Los Clubes Leo son grupos de jóvenes de entre 12 y 30 años que los clubes de Leones patrocinan con el objetivo de “dar a la juventud del mundo, individual y colectivamente, la oportunidad de desarrollarse y contribuir como miembros responsables de la comunidad local, nacional e internacional”.
Las siglas LEO están asociadas a las palabras liderazgo, experiencia y oportunidad. Los miembros de los clubes Leo se reúnen, organizan y realizan proyectos de servicio a la comunidad. Participar en esas actividades les permite desarrollar habilidades de liderazgo. La experiencia de ayudar a la comunidad es para ellos una oportunidad de aprendizaje, gracias a los nuevos retos que deben realizar y a las responsabilidades que asumen.  Además, les permite estar más alerta sobre las necesidades de quienes viven en sus comunidades.
Los clubes de Leones pueden elegir si patrocinar o no patrocinar clubes Leo.
En el mundo hay más de 6500 clubes Leo: ellos reúnen a más de 150.000 socios en cerca de 140 países.

## Historia
Todo comenzó con un entrenador de béisbol. El León Jim Graver, entrenador de béisbol, inicio lo que hoy es el programa mundial Leo. En 1957, Jim Graver era el entrenador de béisbol de la escuela de segunda enseñanza de la población de Abington, Estado de Pensilvania, Estados Unidos. Graver era también un socio muy activo del Club de Leones de Glenside.
Jim Graver, en varias conversaciones con uno de sus compañeros Leones, William Ernst, había mencionado la idea de crear un club de servicio, al estilo de los Leones,pero para jovencitos estudiantes de bachillerato. En un artículo del periódico The Evening Bulletin del 7 de octubre de 1976, se cita que el León Ernst había dicho que "los Kiwanis tienen los Key Clubs y los Rotarios tienen a los Wheel Clubs" (nombre que posteriormente fue cambiado a Interact). Ambos Leones resolvieron pedir el apoyo de su club de Leones. Por unanimidad, los socios del club decidieron que organizar un club juvenil era una gran idea. Graver y Ernst se dedicaron con intensidad al trabajo de organización.
"Necesitábamos un núcleo, un grupo de jóvenes con quienes pudiéramos comenzar", dijo Ernst. "Asi que le dijimos al hijo de Jim que viniera a la primera junta, acompañado de todo su equipo de béisbol". Nueve jóvenes de diferentes cursos de secundaria se unieron a los 26 jóvenes del equipo de béisbol. Los 35 estudiantes, de común acuerdo, formaron un club. El 5 de diciembre de 1957, los Leones de Glenside entregaban el Certificado de fundación al Club Leo del Colegio de Abington.
Poco después, el primer Club Leo del mundo creaba su divisa: Liderazgo, Equidad, Oportunidad (la palabra Equidad fue posteriormente cambiada a Experiencia), y escogía los colores de su emblema, que eran los mismos de su escuela: marrón y oro. Los impulsores de esta novedosa idea fueron los Leones James Graves y Bill Ernest. El lema original del programa LEO era Experiencia, Igualdad y Oportunidad. Sin embargo, la igualdad era ofrecida únicamente para hombres. Pero hoy en día, las cosas son diferentes y jóvenes de ambos sexos, de todas las razas y credos pueden vincularse y gozar de las ventajas que ofrece ser socio LEO.
El primer objetivo trazado en este proceso era el de darle a la juventud una posibilidad de organizarse y participar en un gran número de actividades no solo con su Club Patrocinador sino también particulares. Los Leos de Abington fueron el único club de jóvenes voluntarios hasta 1963. En ese año, otro club Leo fue fundado en la Escuela de Secundaria de Tamaqua, también en el Estado de Pensilvania. Poco después, un León de Filadelfia fundó un club Leo en el Estado de Nueva York. Para 1964 ya había 27 clubes Leo en Pensilvania y uno en Nueva York.
El círculo de clubes juveniles de servicio humanitario se ampliaba. En octubre de 1967, la junta directiva internacional de la Asociación de Clubes de Leones adoptaba oficialmente como propio el Programa de Clubes Leo. Los fines de este programa eran, y siguen siendo: "ofrecer a la juventud del mundo entero la oportunidad de desarrollarse y contribuir, individual y colectivamente, como miembros responsables de la comunidad local, nacional e internacional". Al programa Leo pueden entrar chicos y chicas.
En 1968, los nuevos clubes Leo que se iban formando enviaban a la sede internacional de los clubes de Leones sus solicitudes de certificación. El 17 de octubre de 1969 llegaba a la oficina internacional la solicitud de certificación del Club Leo de la Escuela de Abington. En esa fecha, el primer club Leo recibió su certificación oficial en el Programa Leo. El Leo John Hebert, oriundo de la población de Baederwood, Pensilvania, fue el primer presidente del Club Leo de Abington. Muy pronto, los Leones de todo el mundo comenzaron a enterarse del éxito del Programa de Clubes Leo. Para el 15 de octubre de 1970 ya había 24.000 socios Leo y 918 clubes en 48 países.
Ahora el Programa Leo es más fuerte que nunca. El servicio a la ciudadanía local sigue siendo el punto fuerte de todo club Leo. Al igual que los Leones, los socios Leo ayudan al prójimo con excelentes resultados. En el transcurso del primer año, se formaron 200 Clubes LEO en 18 países. Para 1974, ya existían 2000 Clubes LEO. En la actualidad, existen más de 5225 Clubes LEO en el mundo en 47 países con más de 119.000 socios LEO.

### Historia del Leoismo en Colombia
El primer club Leo en Colombia surgió el 29 de octubre de 1968, en Sabanalarga - Atlántico, durante el periodo de Gobernación del León Oscar Aguirre en el DLF-2.
Del 28 al 30 de mayo durante la Convención Leonística en Santa Marta se reúnen por primera vez representantes de algunos clubes Leo, creándose una especie de Junta Nacional, presidida por el Leo Barón de Bucaramanga, como secretario Libardo Ahumado y tesorero Elkin Hamburguer.
En los años posteriores diferentes circunstancias propiciaron el decaimiento del movimiento Leo en el país, para 1978 los Distrito F-1 y F-5 abanderan el resurgimiento del Leoísmo. El 11 de noviembre de 1983 el Consejo de Gobernadores aprueba los reglamentos del Distrito Múltiple F Leo, los cuales son estudiados y acogidos por los Leos en el quinto foro Leo realizado en Pereira en 1983.
El 14 de octubre el Consejo de Gobernadores aprobó la realización de la Primera Conferencia Nacional Leo, que se celebró en Manizales entre el 17 y 18 de mayo de 1984, siendo elegido Presidente Juan Carlos Gutiérrez Arias del Club Leo Pereira 30 de Agosto.
Las siguientes Conferencias Nacionales fueron:
- II CONALEO- Manizales 2-3 de mayo de 1985 Presidente electo: Lorenzo Calderón, C.L. Manizales La Suiza.
- III CONALEO- Bogotá 1-3 de mayo de 1986 Presidente electo: Efraín Preciado, C.L. Cartagena Crespo.
- IV CONALEO- Cali 1987 Presidente electo: Luis Ignacio Oviedo, C.L. Cartagena Crespo.
- V CONALEO- Cartagena 1988 Presidente electo: Orlando Cogollo, C.L. Arjona 83.

- VI CONALEO- Pereira 1989 Presidente electo: Gustavo Adolfo Duque, C.L. Araucarias.

- VII CONALEO- Barranquilla 1990 Presidente electo: Mauricio Adolfo Cárdenas, C.L Bogotá los Libertadores.
- VIII CONALEO - Bogotá- 1991 Presidente electo: Jorge Mario Montoya, C.L. Pereira los Ejecutivos.
- IX CONALEO- Cartagena 1992 Presidente electo: Héctor Javier Orozco, C.L. Pereira Calasanz.
- X CONALEO- Pereira 1993 Presidente electo: Carlos Humberto Pino, C.L. Cali los Álamos.
- XI CONALEO- Popayán 1994 Presidente electo: Alexander Luis Arias, C.L. Cartagena Crespo.
- XII CONALEO- Armenia 1995 Presidente electo: Luis Felipe Velasco, C.L. Santander de Quilichao José Edmundo Sandoval.
- XIII CONALEO- Bucaramanga 1996 Presidente electo: Fernando Rueda Ortiz, C.L. Bucaramanga Sotomayor.
- XIV CONALEO- Cartagena 1997 Presidente electo: Felipe Alfonso Rincón, C.L Bogotá Monarca.
- XV CONALEO- Manizales 1998 Presidente electo: Luis Fernando Torres, C.L. Cartagena Crespo.
- XVI CONALEO- Villavicencio 1999 Presidente electo: Amado Amín Salej Banda, C.L. Baranoa Proyección Juvenil.
- XVII CONALEO- Cali 2000 Presidente electo: Ana Cristina Vera Solarte, C.L. Santander de Quilichao José Edmundo Sandoval.
- XVIII CONALEO- Cali 2001 Presidente electo: Gustavo Adolfo Peñalosa Pedrosa, C.L. Bucaramanga Centro.
- XIX CONALEO- Bucaramanga 2002 Presidente electo: Lina Rocío Jiménez Fedullo, C.L Barranquilla Metropolitano.
- XX CONALEO- Bogotá 2003 Presidente electo: Álvaro Javier González. C.L Salazar.
- XXI CONALEO- Barranquilla 2004 Presidente electo Héctor David Sanjuán C.L. Barranquilla Puerta de Oro.
- XXII CONALEO- Cúcuta 2005 Presidente electo Omar Eduardo Pabón C.L. Guacarí Samán de Oro.
- XXIII CONALEO- Cali 2006 Presidente Electo María Juliana Rodríguez C.L. Ibagué Amigos.
- XXIV CONALEO- Medellín 2007 Presidente Electo Eduard Sarmiento Hidalgo C.L Zipaquirá.
- XXV CONALEO- Santa Marta 2008 Presidente Electo Didier Gil C.L Jamundí.
- XXVI CONALEO- Pereira 2009 Presidente Electo Andrea Forero reyes C.L
- XXVII CONALEO- Sincelejo 2010 Presidente Electo Aristóbulo Gómez Florez C.L. Bucaramanga.
- XXVIII CONALEO- 2.011 Bogotá 2011 Presidente Electo Iván Darío Vargas González C.L. Barranquilla El Paraíso.
- XXIX CONALEO - Cúcuta 2012 Presidente Electo Katherine Lucia Hernández Sierra C.L. Corozal Nuevo Horizonte.
- XXX CONALEO- Manizales 2013 Presidente Electo Carmen Isabel Torres Martínez C.L. Arjona 83.
- XXXI CONALEO- Barranquilla 2014 Presidente Electo Fredy Alexander Gutiérrez Bustos C.L. Acacias Sol del Llano.
- XXXII CONALEO- Bogotá 2015 Presidente Electo Jennifer Castro Sanchez C.L. Santa Rosa Araucarias.
- XXXIII CONALEO- Bucaramanga 2.016 Presidente Electo Susana Montiel Marriaga C.L. Sincelejo Sabanas.
- XXXIV CONALEO- Pereira 2017 Presidente Electo Andres Caicedo Ramirez C.L. Acacias Sol del Llano.

## Símbolos del Leoísmo

### La Divisa Leo
La sigla LEO, conformada por las letras iniciales de las palabras LIDERAZGO, EXPERIENCIA Y OPORTUNIDAD, representa el principal aporte que pretende hacer el Leoísmo a cada uno de sus afiliados. La oportunidad de adquirir, a través del servicio, la experiencia necesaria para desarrollar las dotes de liderazgo que posee.

### El Emblema Leo
Dos perfiles de leones dorados, miran en dirección opuesta y representan a los Leos y a su club, fusionados en su cuerpo, separados por la sigla LEO,  escrita en dorado y en forma vertical sobre fondo vinotinto.
Una de las cabezas observa a la izquierda, mirando hacia su pasado y la otra a la derecha, observando esperanzada y animosa al presente y futuro, buscando en estos las oportunidades que se presenten para prestar un servicio.
Todo Leo tiene el deber de usar y ostentar su emblema con orgullo.

<tbody>

</tbody>
|  |  |  |

Los clubes Leo se clasifican en dos grupos: "alfa" y "omega" en donde su principal diferencia se encuentra en el rango de edades de sus socios.
- Los clubes Leo alfa son aquellos en los que la mayoría de los socios tiene entre 12 y 17 años.[2]

- Los clubes Leo omega son aquellos en los que la mayoría de los socios tiene entre 18 y 30 años.[2]

### Los Colores Leo
Los colores que representan al Leoísmo son el blanco y el vinotinto.
El blanco representa la pureza de espíritu y las claras intenciones de prestar un servicio, requisito indispensable para pertenecer a la organización.
El vinotinto representa la fuerza, entrega, entusiasmo y decisión, componentes indispensables en el ánimo de un Leo comprometido para enfrentar los problemas d la sociedad.

## Nacimiento de la Asociación Internacional de Clubes de Leones
Los orígenes de la asociación se remontan a 1917: Melvin Jones, un agente de seguros de Chicago, Estados Unidos, creía que los clubes de hombres de negocios debían expandir su horizonte para no ocuparse sólo de cuestiones profesionales sino también de mejorar la comunidad y el mundo en su conjunto. Su grupo de trabajo, el Círculo de Negocios de Chicago, estuvo de acuerdo. Después de ponerse en contacto con grupos similares en todo el país, se llevó a cabo una reunión de organización. El nuevo grupo tomó el nombre de uno de los grupos invitados, y así se conformó la “Asociación de Clubes de Leones”. Ese mismo año se llevó a cabo una convención nacional en la que se adoptó uno de los principios básicos de la asociación: “Ningún club tendrá por objeto la mejoría económica de sus socios”. Pronto se formaron otros clubes de Leones en Estados Unidos y la asociación se expandió al resto del mundo.

## Relación entre un Club LEO y el Club de Leones patrocinador
Todos los clubes Leo son patrocinados por algún club de Leones. Ningún club Leo puede existir sin la aprobación de un club de Leones que lo patrocine. Al patrocinar un club Leo, un club de Leones asume la responsabilidad de orientar al grupo de jóvenes que lo conformará. Generalmente, esto lo realiza a través de un consejero Leo.
Por lo general, el consejero del club Leo es un socio que el club padrino, en consulta con los socios del club Leo, asigna para aconsejar al club Leo; asiste a las reuniones del club Leo y actúa como enlace entre éste y el club de Leones patrocinador.
Uno de los objetivos del consejero es contribuir a que los socios del club Leo desarrollen su capacidad de liderazgo. En ese sentido, puede ayudar a reconocer oportunidades de servicio a la comunidad y orientar a los socios del club Leo a llevar adelante sus proyectos. El consejero colabora de cerca con el presidente del club Leo y es fuente de apoyo y orientación para los dirigentes del club Leo cuando es necesario.

## Socios activos o foráneos
Los socios de un club Leo pueden ser "activos" o "foráneos", y tienen diferentes derechos y obligaciones según de qué tipo sean:

Los socios activos tienen derecho a ocupar cualquier cargo en el club o fuera de él (siempre que cumplan los requisitos correspondientes). Además, pueden participar en las reuniones del club con derecho a voz y voto. Al mismo tiempo, tienen la obligación de asistir regularmente a las reuniones, pagar puntualmente las cuotas que el club pueda estipular y participar en las actividades del club.
Por otro lado, los socios foráneos son quienes por haberse trasladado de la comunidad (o por razones de salud u otras causas legítimas) no pueden asistir regularmente a las reuniones del club, pero desean mantener su afiliación. Los socios foráneos no tienen derecho a ocupar cargos en el club ni a votar en algunas reuniones fuera del club. Sin embargo, deben pagar las cuotas de afiliación al club.

## Dirigentes
Los clubes Leo tienen dirigentes que contribuyen a su administración. Los dirigentes deben ser socios al día en sus obligaciones. Normalmente, ejercen sus funciones por un período de un año, desde el 1 de julio hasta el 30 de junio del año siguiente. Ningún socio puede desempeñar dos cargos al mismo tiempo. Algunos de los dirigentes son el presidente, el vicepresidente, el secretario y el tesorero.

El presidente es elegido por sus compañeros de club. Tiene a su cargo la conducción de las reuniones del club, que son al menos dos veces por mes. Además, debe instruir a los otros dirigentes sobre sus funciones e incluir a todos los socios en la toma de decisiones.

El vicepresidente ayuda al presidente durante todo el año y asume sus funciones si éste no puede completar su gestión.

El secretario lleva los registros del club y las actas de las reuniones, además de listas de los dirigentes, registros de asistencias y listas de socios. Además, se encarga de presentar informes a dirigentes de afuera del club y a la oficina internacional de los clubes de Leones.
El tesorero es responsable de cobrar las cuotas mensuales de los miembros del club, y aportar las cuotas a nivel distrital. Se encarga de los informes del estado financiero.

## Los Comités de CACHORRITOS
El Comité de Cachorritos es un programa del Club Leo, conformado por niños entre 6 y 12 años, que desarrollan distintos tipos de actividades con el fin de formarse integralmente y poder desempeñarse en la sociedad como buenos ciudadanos. 
La sigla CACHORRITOS, corresponde al siguiente significado: Cordialidad- Amistad – Chispa– Oportunidad– Responsabilidad- Rendimiento- Ideales– Trabajo- Orden- Solidaridad. Estos son los valores que desempeñan los niños a lo largo de su participación en este grupo.

## La Historia de los Comités de CACHORRITOS
Los comités de Cachorritos son un programa argentino, que comenzó a funcionar en el año  1995, aprobado por una decisión unánime del Consejo Distrito Múltiple Leo “O” de aquel año.
Los Comités tienen ciertos objetivos especiales a cumplir: 
a)	Ampliar el campo de acción de los Clubes Leo; cooperando con los Clubes de Leones, a atender más profundamente las necesidades de la niñez en sus respectivas comunidades
b)	Formar al niño física, mental, social y espiritualmente ayudando en la formación de su personalidad
c)	Desarrollar actividades de sano juicio individual, sentido de  responsabilidad moral y social, para que llegue a ser un miembro útil a la sociedad 
d)	Proteger al niño contra las prácticas que puedan fomentar la discriminación racial, religiosa o de cualquier índole.
e)	Educarlo en un espíritu de comprensión, tolerancia, amistad entre los pueblos, paz y fraternidad universal, y plena conciencia de que se debe consagrar sus energías y aptitudes al servicio del semejante.

## Funcionarios de un Comité de CACHORRITOS
Los comités de Cachorritos tienen dirigentes que contribuyen al buen funcionamiento del mismo. Algunos funcionarios son el presidente, el vicepresidente, el secretario, el Leo Coordinador, y el León Consejero
El Presidente es elegido por el resto de los niños, cuya función es dirigir las reuniones del Comité. También debe ser un ejemplo para el resto de los chicos que participan, entre otras funciones.
El vicepresidente ayuda al Presidente durante todo el año y asume sus funciones en caso de que éste no esté.
El secretario lleva los registros y actas del club, las asistencias a reuniones o actividades de servicio, y además la lista de socios. 
El Leo Coordinador y el León Consejero son los encargados de supervisar a los niños

## Programa CACHORROS
A diferencia de los Cachorritos, los Cachorros son un programa internacional de los Clubes de Leones, que se divide en tres niveles, y concurren niños de 3 a 12 años y son solamente familiares de Leones. Aun así, tienen el mismo fin que un comité de cachorritos: ayudar a la comunidad y crecer integralmente.

## El trabajo fuera de los Clubes LEO
Además de la organización en clubes, el programa de clubes Leo prevé algunas estructuras que comprenden varios clubes Leo: los distritos Leo y los distritos múltiples Leo.
Los distritos Leo reúnen seis o más clubes Leo. Los distritos múltiples Leo comprenden varios distritos Leo, y reúnen diez o más clubes Leo y a por lo menos 100 socios.
El trabajo en distritos y distritos múltiples alienta a los socios de la misma región a intercambiar ideas, expandir el programa de clubes Leo, fortalecer el servicio a la comunidad y dar oportunidades para desarrollar el liderazgo.
Al igual que los clubes, los distritos y distritos múltiples Leo tienen dirigentes. Entre sus funciones están preparar seminarios sobre liderazgo y promover actividades de servicio o recaudación de fondos con la participación de varios clubes.
La autoridad máxima de un distrito Leo es el presidente de distrito; la autoridad máxima de un distrito múltiple Leo, el presidente de distrito múltiple. Junto a ellos suelen trabajar otros dirigentes, entre ellos, un vicepresidente, un secretario y un tesorero.

## Estatutos y reglamentos
Los estatutos y los reglamentos son normas que rigen el funcionamiento de los clubes Leo. Por ejemplo, establecen algunos límites sobre la edad que pueden tener los socios y estipulan cómo se deben elegir algunos funcionarios.

Las normas de los estatutos son establecidas por la Asociación Internacional de Clubes de Leones. Hay un estatuto para clubes Leo, uno para distritos Leo y uno para distritos múltiples Leo. En todo el mundo se usan los mismos estatutos.

Los reglamentos, a diferencia de los estatutos, son establecidos de manera local. Por ejemplo, el reglamento de un club Leo es establecido a nivel del club, el reglamento de un distrito, a nivel del distrito; etc.
Las normas de los reglamentos tienen menos jerarquía que las de los estatutos: están subordinadas a ellas. Esto significa que el reglamento no puede autorizar algo que está prohibido por el estatuto.